# ウエストゲート・ラスベガス
ウエストゲート・ラスベガス・リゾート&カジノ(Westgate Las Vegas Resort and Casino)は、アメリカ合衆国ネバダ州ラスベガスにあるカジノホテルである。旧称はラスベガス・ヒルトン(Las Vegas Hilton)、LVHラスベガス・ホテル&カジノ。2014年7月1日に現在の名称になっている。
運営はウエストゲート・リゾーツ。

## 概要
1960～70年代には、前身：インターナショナルホテルとして『キング・オブ・ロックンロール』エルヴィス・プレスリーが長期公演を行っていたことで世界的に知られていた。現在もエルヴィスの銅像がそびえ建っている。
最近では、バリー・マニロウの長期公演がスタートし、再び活気を取り戻している。
SFテレビ番組『スタートレック』のテーマ・アトラクション「スタートレック・ジ・エクスペリエンス」（Star Trek: The Experience）があった。世界中のトレッキーが集まる人気アトラクションであったが2008年9月にライセンス失効のため終了した。